# Antoni Margil de Jesús

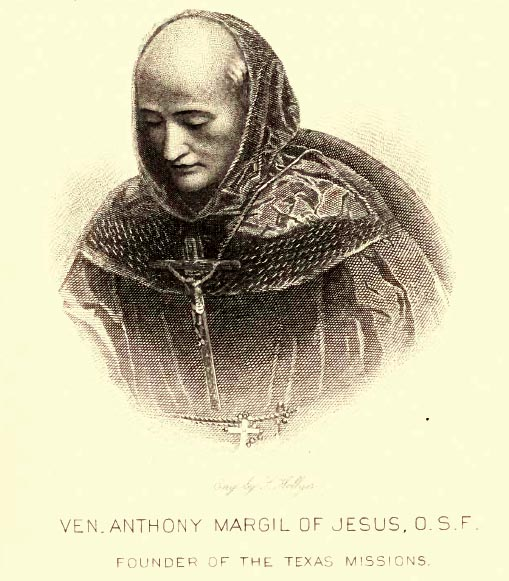
Gravur mit Porträt von Antoni Margil (1858 in einem Buch veröffentlicht)

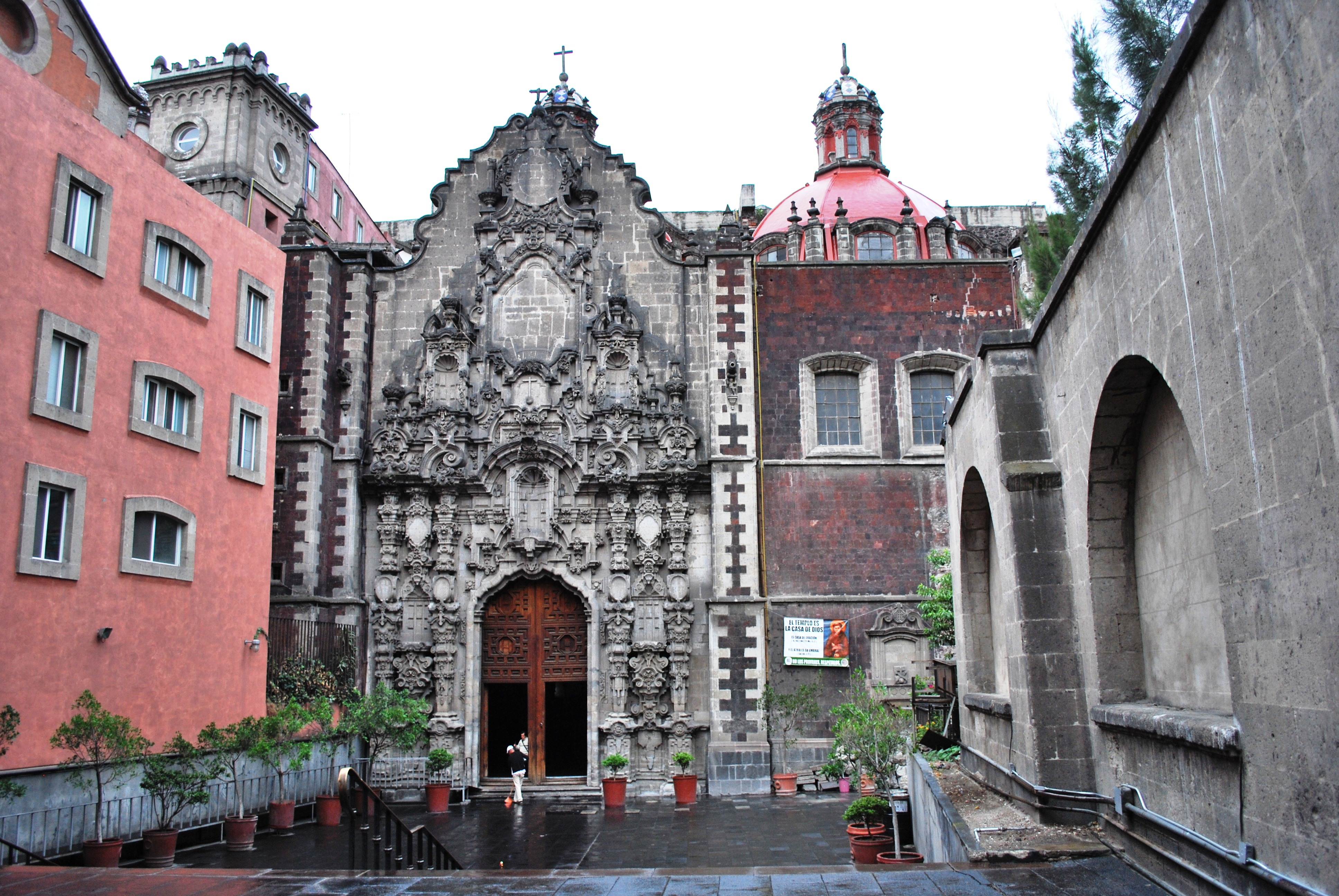
Das Kloster San Francisco in Mexiko-Stadt, in dem Antoni Margil starb

Antoni Margil de Jesús OFM (spanisch Antonio Margil de Jesús, * 18. August 1657 in Valencia als Agapit Margil i Ros; † 6. August 1726 in Mexiko-Stadt) war ein Priester und Missionar der Krone von Aragonien und gehörte dem Franziskanerorden an. Er gilt als einer der bedeutendsten franziskanischen Missionare der Neuzeit.

## Leben und Werk
Margil wurde 1657 in Valencia als Sohn von Joan Margil und Esperança Ros geboren. Er wurde in der Pfarrei Sant Joan del Mercat (heute Sants Joans) auf den Namen Agapit getauft. Im Alter von 18 Jahren trat er in den Orden der Unbeschuhten Franziskaner (Discalceaten) ein, wo er im folgenden Jahr seine Profess ablegte und den Namen Antoni de Jesús annahm. 1682 wurde er zum Priester geweiht und lebte in den Klöstern von Onda und Dénia.
Ab 1683 unternahm Antoni Margil über 43 Jahre lang legendenumwobene, ausgedehnte Missionsreisen nach Guatemala, Honduras, Nicaragua, Costa Rica, Mexiko und Texas. Er bekleidete verschiedene Ordensämter. Auf der Ebene der Leitung der Römisch-katholischen Kirche wirkte er als apostolischer Notar, Beauftragter des Heiligen Offiziums und Präfekt der Kongregation für die Evangelisierung der Völker. Er verfasste zum Teil noch unveröffentlichte Denkschriften, ethnografische Berichte und linguistische Studien. Seine letzten Lebensjahre verbrachte Antoni Margil in Schulen von Santiago de Querétaro und Zacatecas. 1726 wurde er nach Mexiko-Stadt verbracht und starb dort am 6. August 1726 im Kloster San Francisco. Er starb im Ruf der Heiligkeit. Antoni Margil gilt als „Ehrwürdiger Diener Gottes“ der katholischen Kirche, also als Kandidat für die Seligsprechung. Sein Seligsprechungsprozess ist noch nicht abgeschlossen.